# Inna Lasovskaja
Inna Aleksandrovna Lasovskaja (in russo Инна Александровна Ласовская?; Mosca, 17 dicembre 1969) è un'ex triplista russa.

## Biografia
Nel 1993 fu medaglia di bronzo ai campionati del mondo di atletica leggera indoor di Toronto e pochi mesi dopo, partecipò ai mondiali outdoor di Stoccarda, concludendo la finale con tre salti nulli.
Nel 1994 conquistò la medaglia d'oro ai campionati europei indoor di Parigi e quella d'argento agli europei di Helsinki.
Nel 1995 partecipò nuovamente ai mondiali di Göteborg, concludendo la gara al quarto posto. La sua più importante prestazione a livello internazionale fu la medaglia d'argento ai Giochi olimpici di Atlanta con la misura di 14,98 m, anche se ai mondiali indoor di Parigi 1997 conquistò la medaglia d'oro facendo registrare la migliore prestazione stagionale con la misura di 15,01 m.
Nel 2000 partecipò nuovamente ai Giochi olimpici di Sydney, ma concluse la gara alle fasi di qualificazione saltando a 13,75 m.

## Progressione

### Salto triplo
| Stagione | Misura  | Luogo      | Data      | Rank. Mond. |
| -------- | ------- | ---------- | --------- | ----------- |
| 2002     | 13,54 m | Tula       | 9-6-2002  | 102ª        |
| 2001     | 13,39 m | Mosca      | 23-6-2001 | 129ª        |
| 2000     | 14,24 m | Tula       | 23-7-2000 | 23ª         |
| 1999     | 14,00 m | Mosca      | 21-5-1999 | 44ª         |
| 1998     | –       | –          | –         | –           |
| 1997     | 15,09 m | Valencia   | 31-5-1997 |             |
| 1996     | 15,08 m | Madrid     | 12-6-1996 |             |
| 1995     | 14,90 m | Göteborg   | 10-8-1995 |             |
| 1994     | 14,94 m | Bratislava | 1-6-1994  |             |
| 1993     | 14,64 m | Roma       | 9-6-1993  |             |

## Palmarès
| Anno | Manifestazione  | Sede      | Evento       | Risultato      | Prestazione        | Note                                                                    |
| ---- | --------------- | --------- | ------------ | -------------- | ------------------ | ----------------------------------------------------------------------- |
| 1993 | Mondiali indoor | Toronto   | Salto triplo | Bronzo         | 14,35 m            |                                                                         |
| 1993 | Mondiali        | Stoccarda | Salto triplo | Finale         | nm                 |                                                                         |
| 1994 | Europei indoor  | Parigi    | Salto triplo | Oro            | 14,88 m            |                                                                         |
| 1994 | Europei         | Helsinki  | Salto triplo | Argento        | 14,85 m (+3,1 m/s) | w                                                                       |
| 1995 | Mondiali        | Göteborg  | Salto triplo | 4ª             | 14,90 m            | Miglior prestazione personale stagionale                                |
| 1996 | Giochi olimpici | Atlanta   | Salto triplo | Argento        | 14,98 m            |                                                                         |
| 1997 | Mondiali indoor | Parigi    | Salto triplo | Oro            | 15,01 m            | Miglior prestazione mondiale stagionale · Miglior prestazione personale |
| 2000 | Giochi olimpici | Sydney    | Salto triplo | Qualificazione | 13,75 m            |                                                                         |

## Altre competizioni internazionali
1993
- 4ª alla IAAF Grand Prix Final ( Londra, 10 settembre 1993), salto triplo - 13,78 m

1995
- Bronzo alla IAAF Grand Prix Final ( Monaco, 9 settembre 1995), salto triplo - 14,59 m

1997
- Coppa Europa di atletica leggera ( Monaco di Baviera)